# Octave Mirbeau
Octave Mirbeau (Trévières, 16. veljače 1848. – Pariz, 16. veljače. 1917.), francuski romanopisac, komediograf, kritičar i novinar. U prozi je naturalist, a u kritikama podupire impresioniste.
Octave Mirbeau u svojim djelima oštricu pera ustremljuje prema moralnoj izrođenosti, licemjerstvu i nepravdi kao i građanskim konvencijama u Francuskoj na prijelomu stoljeća. Djelo je žestinom svog iskaza slično anarhističkom pamfletu usmjerenom protiv vojne i crkvene vlasti, kao i protiv izopačenosti građanskog staleža, pa se stoga u njemu zrcali novo kritičko ozračje koje nadahnjuje umjetničke i humanističke krugove s kraja 19. st. 

## Djela
- Lettres de ma chaumière (Pismima iz moje kolibe) (1885.).
- Le Calvaire, roman (1886.).
- L'Abbé Jules, roman (1888.).
- Sébastien Roch (Sebastijan Roch), roman (1890.).
- Dans le ciel, roman (1892. – 1893.).
- Les Mauvais bergers, drama (1897.).
- Le Jardin des supplices (Vrt mucenja, Vrt muka) roman (1899.).
- Le Journal d'une femme de chambre (Dnevnik jedne sobarice), roman (1900.).
- Les 21 jours d'un neurasthénique, roman (1901.).
- Les affaires sont les affaires (Posao je posao), komedija (1903).
- Farces et moralités, kazalište (1904.).
- La 628-E8, roman (1907.).
- Le Foyer, komedija (1908.).
- Dingo, roman (1913.).
- Contes cruels (1990.).
- Combats esthétiques (1993.).
- Combats littéraires (2006.).

## Vanjske poveznice
- Société Octave Mirbeau.
- Dictionnaire Octave Mirbeau (fr.).
- Blog Octave Mirbeau (fr.).
- Éditions du Boucher. (fr.)
- Pierre Michel, Octave Mirbeau et le roman (fr.).
- Pierre Michel, Bibliographie d’Octave Mirbeau (fr.).
- Oktav Mirbo, pravdotvorac.